# Robert Goldschmidt
Robert B. Goldschmidt (ur. 1877, zm. w 1935 w Brukseli) – belgijski chemik i fizyk, bankier, wynalazca.
Był doktorem chemii, zafascynowanym wieloma przełomowymi teoriami i wynalazkami, dokonywanymi na przełomie XIX i XX  wieku – problemami budowy materii i jej przemian, związanych z emisją lub pobieraniem energii (np. teoria kwantów, promieniotwórczość, podstawy termodynamiki, termodynamika chemiczna) oraz możliwościami zastosowań wiedzy w praktyce (np. radiotechnika, technika balonowa, mikrofilmowanie). Zmarł w Brukseli w wieku 58 lat. Został pochowany na Brussels Cemetery.

## Kongresy Solvaya
Robert Goldschmidt odegrał ważną rolę w procesie powstawania dzisiejszej termodynamiki chemicznej – nauki interdyscyplinarnej, mieszczącej się na pograniczu fizyki (termodynamika) i chemii. Na początku XX wieku wybitni przedstawiciele obu dziedzin nauki starali się znaleźć jeden spójny model układów, zawierających cząstki elementarne, w których – w szczególnych warunkach – mogą powstawać atomy i cząsteczki związków chemicznych. Tak zdefiniowanym układem termodynamicznym jest każdy układ fizyczny, w którym zachodzą zderzenia między cząstkami elementarnymi, atomami lub cząsteczkami, w czasie których następuje wymiana energii i materii, przy czym powstają nowe struktury (np. ewolucja Wszechświata i gwiazd, ewolucja biologiczna, reakcje chemiczne, zachodzące w probówce laboratoryjnej lub w instalacji przemysłowej).
Robert Goldschmidt był jednym z organizatorów konferencji poświęconej tym interdyscyplinarnym problemom, która odbyła się w Brukseli w roku 1911. Została ona zorganizowana z inicjatywy Ernesta Solvaya, belgijskiego chemika i przemysłowca, przedstawiciela technologii chemicznej (zobacz np. metoda Solvaya). Pierwsze spotkania organizacyjne odbywały się w domu Goldschmidta. Do udziału w konferencji zaproszono wybitnych naukowców, przede wszystkim fizyków i chemików. W tworzeniu listy zaproszonych brał udział Walther Nernst (Nagroda Nobla z chemii w 1920). W październiku 1911 roku do Brukseli przyjechali niemal wszyscy spośród zaproszonych – sześciu naukowców z Niemiec, dwóch z Anglii, sześciu z Francji, dwóch z Austrii, dwóch z Holandii i jeden z Danii. Funkcję przewodniczącego Konferencji „Radiation Theory and the Quant” (teoria promieniowania i kwanty) powierzono Hendrikowi Lorentzowi (Nagroda Nobla z fizyki w 1902), a funkcję sekretarzy naukowych pełnili Maurice de Broglie, Frederick Lindemann i Robert Goldschmidt. Poza wymienionymi osobami uczestnikami konferencji byli m.in.:
- Marcel Brillouin – fizyk francuski,
- Albert Einstein – fizyk niemiecki (Nagroda Nobla z fizyki w 1921),
- Paul Langevin – fizyk francuski,
- Jean Baptiste Perrin – fizyk francuski (Nagroda Nobla z fizyki w 1926),
- Henri Poincaré – matematyk i filozof francuski,
- Max Planck – fizyk niemiecki (Nagroda Nobla z Fizyki w 1918),
- Ernest Rutherford – fizyk angielski (Nagroda Nobla z chemii w 1908),
- Maria Skłodowska-Curie – fizyczka i chemiczka polska (Nagroda Nobla z fizyki w 1903 i chemii w 1911),
- Arnold Sommerfeld – fizyk niemiecki,
- Emil Warburg – fizyk niemiecki.

Historyczne spotkania uczestników trwały od 29 października do 4 listopada (od niedzieli do soboty), a konferencja od 30 października do 3 listopada. Jednym z jej trwałych efektów było założenie Międzynarodowego Instytutu Fizyki (International Solvay Institutes for Physics and Chemistry), który m.in. organizował kolejne „Kongresy Solvaya”, na inne tematy z dziedziny fizyki i chemii, np. „La structure de la matière” (struktura materii) w roku 1913 lub „Les particules élémentaires” (cząstki elementarne) w roku 1948. Robert Goldschmidt uczestniczył również w tych wydarzeniach (zob. zdjęcia).

## Radiotechnika i Unia Nauk Radiowych

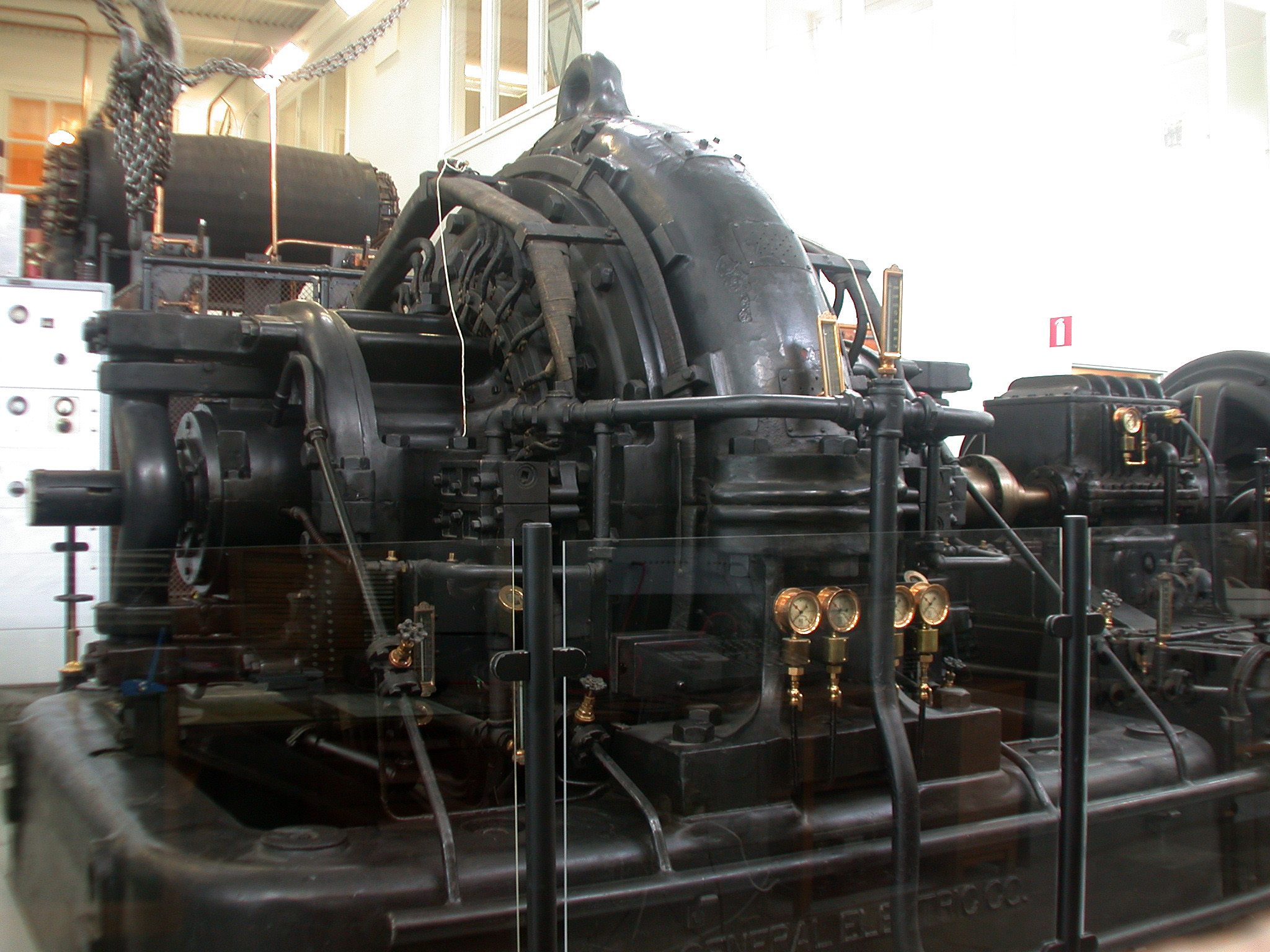
Alternator Alexandersona w radiostacji Varberg w Grimeton (Szwecja)

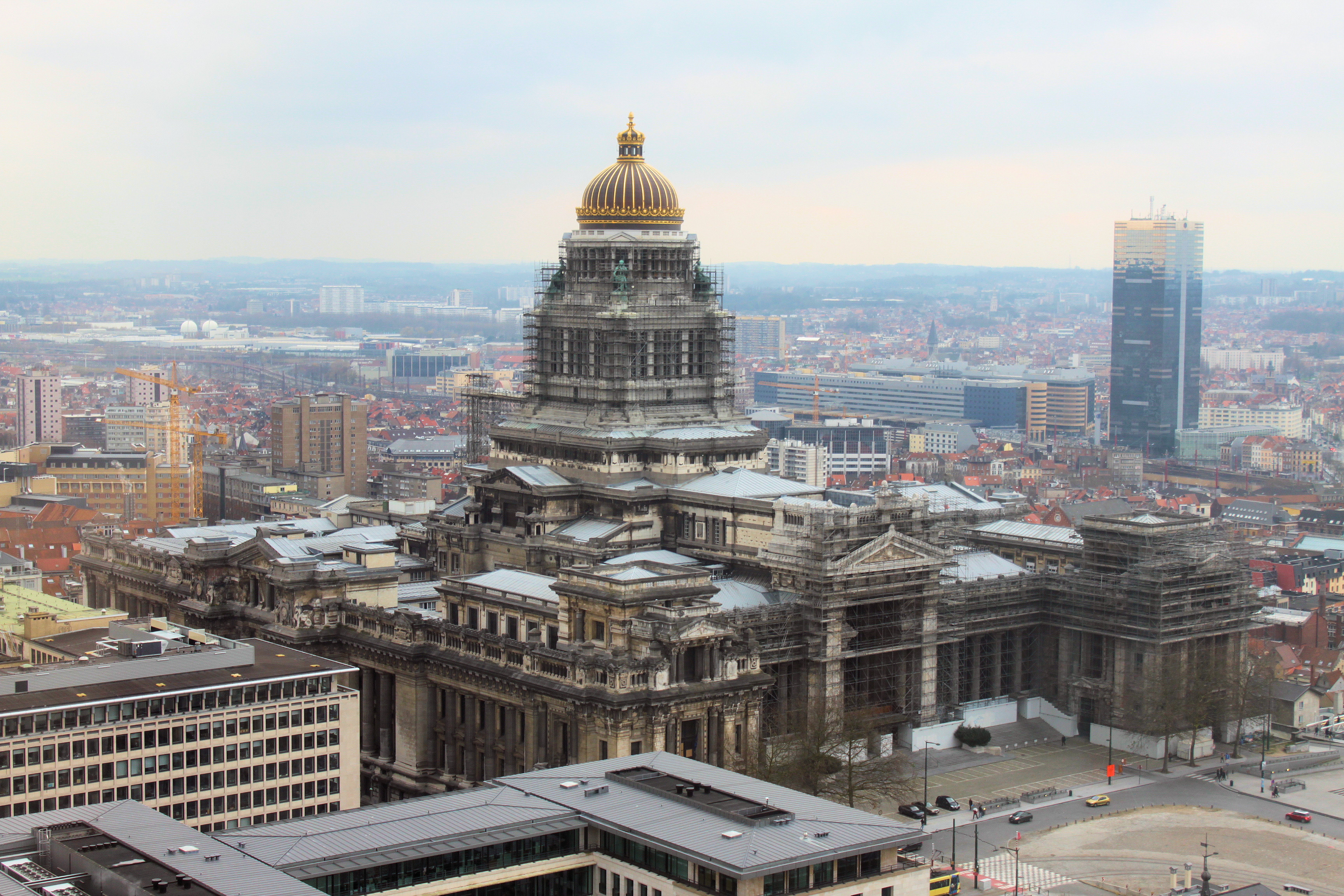
Pałac Sprawiedliwości w Brukseli

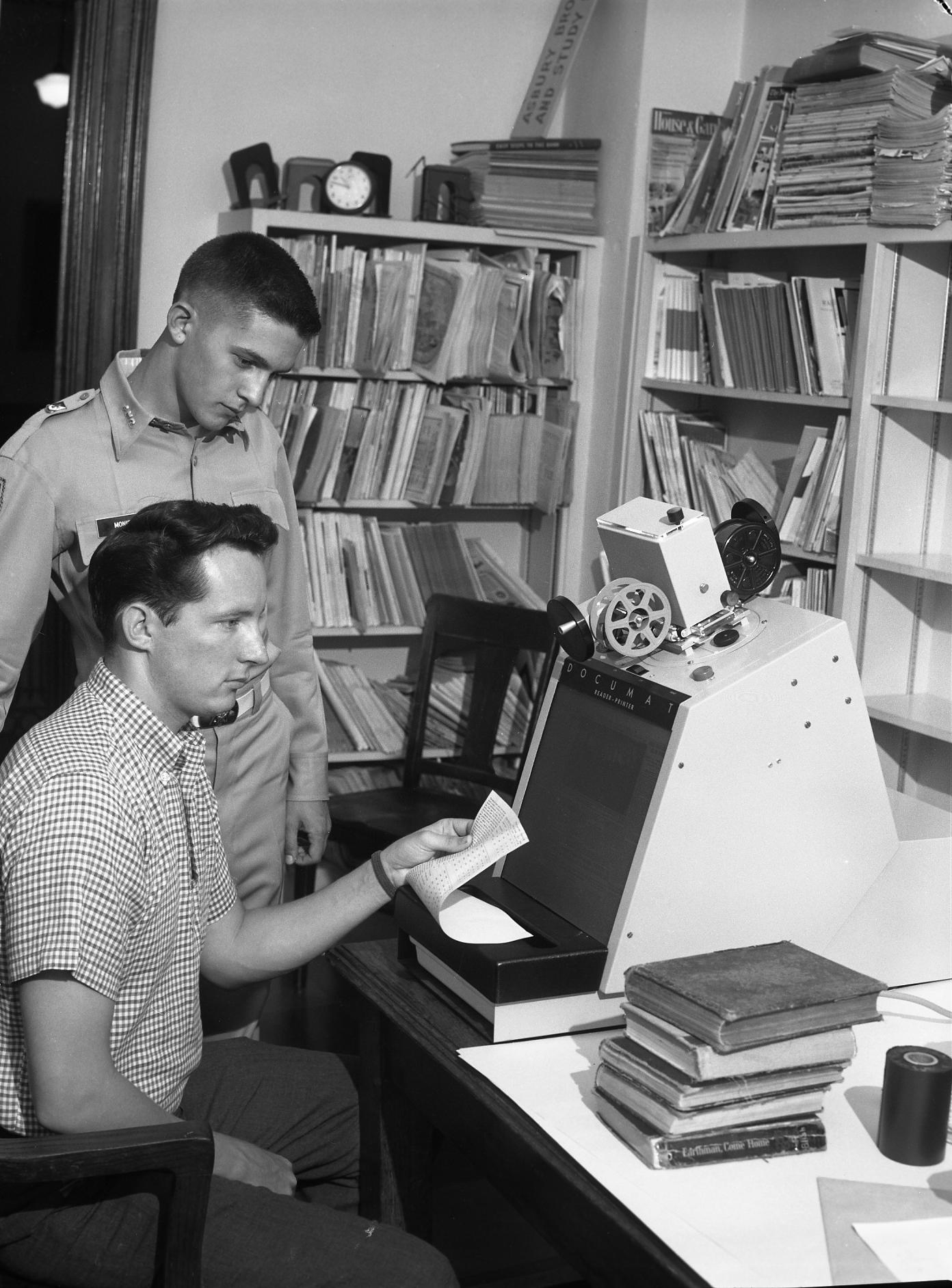
Biblioteczny czytnik mikrofilmów (1962)

Robert Goldschmidt należał do współpracowników Ernsta Alexandersona – twórcy alternatora wielkiej częstotliwości i mocy (zob. alternator Alexandersona), który w początkowym okresie rozwoju radiotechniki był częścią nadajników radiowych o dużej mocy (zob. radiostacja Varberg w Grimeton, Szwecja).
Pierwszą belgijską radiostację zbudował w Brukseli, w Pałacu Sprawiedliwości (fr. Palais de justice de Bruxelles). W roku 1907 przeprowadzono próby transmisji do Tervuren, cytadeli w Namur i obserwatorium w Liège. Dzięki ich powodzeniu Robert Goldschmidt i Raymond Braillard uzyskali zgodę króla, Alberta I, na zainstalowanie urządzeń w części Pałacu Królewskiego w Laeken (aneks do części głównej). W roku 1913 uruchomili analogiczne urządzenia w Léopoldville (połączenie radiowe z Belgii z Kongiem Belgijskim), a w marcu 1914 odbył się premierowy koncert, nadawany ze studia w Laeken, poświęcony królowej Belgów, Elżbiecie Bawarskiej. Goldschmidt i Braillard planowali nadawanie programów regularnie, w każdą sobotę. Realizację zamierzeń uniemożliwiła inwazja niemiecka na Belgię – 19 sierpnia 1914 Niemcy wysadzili dynamitem wyposażenie stacji w Laeken. Współcześnie za narodziny Radia Belgii uważa się uruchomienie nowej stacji radiowej w 1923 roku, jednak Goldschmidt i Braillard są uznawani za prekursorów powszechnie dostępnego radia.
Zmierzając do upowszechnienie łączności radiowej w skali międzynarodowej Goldschmidt stwierdził potrzebę szerokiego międzynarodowego porozumienia w tej sprawie – utworzenia międzynarodowej organizacji, inicjującej i koordynującej prace naukowe w dziedzinie nauk radiowych (dotyczących pól i fal elektromagnetycznych). W październiku 1913 r. w pałacu królewskim w Laken odbyło się spotkanie dziewięciu przedstawicieli siedmiu państw. Powołano międzynarodową komisję, Commission provisoire internationale de télégraphie sans fil scientifique, której honorowym przewodniczącym został Albert I; w kwietniu następnego roku zmieniono jej nazwę na Commission internationale de télégraphie sans fil scientifique; uzgodniono pierwszy międzynarodowy program badawczy, realizowany w trzech komitetach narodowych – belgijskim, francuskim i angielskim. W 1919 r. komisja weszła w skład utworzonego po wojnie International Research Council (później – Międzynarodowa Rada Nauki, ICSU).
W roku 1922 odbyło się w Brukseli pierwsze Zgromadzenie Generalne Międzynarodowej Unii Nauk Radiowych (fr. Union Radio-Scientifique Internationale, URSI). Kolejne Zgromadzenia odbywają się w różnych miastach co 3 lata. Robert Goldschmidt pełnił funkcję Sekretarza Generalnego URSI od 1919 r. do roku śmierci (1935).
W roku 1961 Sekretariat Generalny URSI wyraził pamięć o jego zasługach publikując Goldschmidt Memorial Lecture – pierwszą z serii prac dedykowanych osobom, których zaangażowanie i osiągnięcia przyczyniły się do wzrostu prestiżu organizacji.

## Inne dokonania
Robert Goldschmidt angażował się również w propagowanie innych wynalazków epoki i wskazywanie możliwości ich zastosowań w praktyce.
Wraz z Paulem Otletem, twórcą bibliografii, zajmował się zagadnieniem archiwizowania zbiorów bibliotecznych w formie mikrofilmów. Wspólnie opracowali m.in. książki:
- Sur une forme nouvelle du livre; le livre microphotographique (1906)[13]
- La Conseration et la Diffusion Internationale de la Pensée (1925)[14]

Mikrofilmy, wykonywane z użyciem materiałów światłoczułych o wysokiej rozdzielczości i kontrastowości, były w następnych dziesięcioleciach powszechnie wykorzystywane (do czasu opracowania technik digitalizacji zbiorów).
Robert Goldschmidt brał też udział w pierwszych etapach rozwoju w Belgii techniki balonowej. Pierwszy belgijski sterowiec „Belgique I” (4200 m³) zbudowano w Paryżu, w firmie Louisa Godarda (1909–1910), twórcy pierwszych balonów na gorące powietrze, w których zastosowano palnik olejowy. „Belgique I” została wyposażona w silniki produkcji belgijskiej. W kolejnych latach Goldschmidt i Solvay dokonali istotnych zmian konstrukcyjnych, tworząc wersje „Belgique II” i „Belgique III” i podarowali statek królowi Albertowi. Problemy dotyczące żeglugi powietrznej przedstawił Goldschmidt w książce Navigation aérienne; les aéromobiles ..., opublikowanej w roku 1911.